# Ула (приток Мяркиса)
Ула (в верховье Пеляса) — река на западе Белоруссии (Гродненская область) и юге Литвы (Алитусский уезд). Длина — 84 км. Средний расход воды в районе населённого пункта Зярвинос составляет 5,58 м³/с.
Протекает по территории литовского Дзукийского национального парка.
Река Ула берёт начало на территории Гродненской области Белоруссии при слиянии канализованных рек Провожа и Лучка, далее течёт на северо-запад по территории Литвы. Впадает в реку Мяркис около населённого пункта Пауляй.